# Neblatticida perfuscipennis
Neblatticida perfuscipennis är en stekelart som först beskrevs av Girault 1915.  Neblatticida perfuscipennis ingår i släktet Neblatticida och familjen sköldlussteklar. Inga underarter finns listade i Catalogue of Life.